# Guido Gosselink
Guido Gosselink (1970) is een Nederlandse triatleet uit Enschede. Hij werd Nederlands kampioen triatlon op de middenafstand en de lange afstand. Ook werd hij tweemaal Nederlands kampioen bij de wintertriatlon.
Hij was de zilverenmedaillewinnaar van het EK in Fredericia (2003). Zijn snelste tijd op de lange afstand is 8:27.02 en werd behaald in Almere in 2000. Guido deed tweemaal mee aan de Ironman Hawaï (2000, 2001) met respectievelijk een 53e en 62e plaats en finishtijden van 9:20.02 en 9:45.13.

## Titels
- Nederlands kampioen wintertriatlon - 2003, 2004
- Nederlands kampioen triatlon op de middenafstand - 2004
- Nederlands kampioen triatlon op de lange afstand - 2003

## Belangrijke prestaties

### triatlon
- 1992: 21e NK olympische afstand in Oisterwijk - 1:53.06
- 1994: 36e WK lange afstand in Nice
- 1995: 9e NK olympische afstand in Nuenen - 1:55.48
- 1995: 13e NK lange afstand in Almere (16e overall) - 9:25.06
- 1995: 17e WK lange afstand in Nice - 6:12.20
- 1996: 4e NK olympische afstand in Roermond - 1:48.06
- 1996: 41e EK olympische afstand in Szombathely - 1:53.24
- 1996: 23e Triatlon van Nice - 6:17.13
- 1997: 13e EK olympische afstand in Vuokatti - 2:02.30
- 1998: 33e EK olympische afstand in Velden - 1:56.51
- 1999:  NK olympische afstand in Holten - 1:51.26
- 1999: 6e Ironman Florida - 8:58.18
- 2000:  NK lange afstand in Almere - 8:27.02
- 2000: 27e WK lange afstand in Nice - 6:49.13
- 2000: 53e Ironman Hawaï - 9:20.02
- 2001: 15e WK lange afstand in Fredericia - 8:54.55
- 2001: 62e Ironman Hawaï - 9:45.13
- 2002:  NK middenafstand in Nieuwkoop - 4:02.01
- 2002: 16e WK lange afstand in Nice - 6:38.44
- 2002: 16e Ironman Australia - 8:59.03
- 2002: 32e Ironman Florida - 9:33.26
- 2003:  NK lange afstand in Stein - 5:33.14
- 2003:  EK lange afstand in Fredericia - 5:48.36
- 2003: 25e WK lange afstand op Ibiza - 5:58.32
- 2003: 14e Ironman Florida - 8:56.35
- 2004:  NK middenafstand in Nieuwkoop - 3:49.40
- 2004:  Triatlon van Veenendaal - 1:52.08
- 2004: 12e WK lange afstand in Säter - 6:02.01
- 2004: 10e Ironman Australia - 8:54.36
- 2005: 22e WK lange afstand in Fredericia - 6:04.44
- 2005: 7e Ironman Lanzarote - 9:50.40
- 2006:  NK middenafstand in Nieuwkoop - 3:51.18
- 2006: 26e EK lange afstand in Almere - 6:01.33

### wintertriatlon
- 1995: 9e NK in Geleen - 2:33.08
- 2001:  NK in Assen - 5:21.35
- 2002:  NK in Assen - 5:32.40
- 2003:  NK in Assen - 5:16.33
- 2004:  NK in Assen - 5:18.20
- 2005:  NK in Assen - 2:28.23
- 2006:  NK in Assen - 2:29.51

### duatlon
- 1995:  NK in Venray - 2:47.27
- 1995: 18e EK in Veszprém - 2:48.09
- 1995: 33e WK in Cancún  - 1:51.17
- 1996: 19e / 13e NK in Venray - 1:50.38
- 1996: 38e WK - 1:39.14
- 1997:  NK in Venray - 1:48.58
- 2002:  NK in Soesterberg - 1:49.36
- 2004:  NK in Molenschot - 1:51.05
- 2006:  NK duatlon Classic Distance in Sittard - 1:43.26